# 冒険者 (テレビアニメ)
『冒険者－THE MAN WAS FROM SPAIN－』（ぼうけんしゃ - ザ・マン・ワズ・フロム・スペイン、イタリア語：Cristoforo Colombo / Alla scoperta dell'America）は、1992年にイタリアMondo TVと日本の日本アニメーションが共同制作したテレビアニメである。

## 概要
1992年のクリストファー・コロンブスによる新大陸到達500周年を記念して、コロンブスの生涯を描いた作品である。イタリアのアニメーション専門チャンネルMondo TV傘下で日本のアニメ作品の国内放送権利に関するマーチャンダイズを営むDoro TV Merchandising S.r.l.が日本アニメーションと組み1991年から1992年にかけて共同制作した。全26話。日本以外でのタイトルはCristoforo Colombo（イタリア語）、Christopher Columbus（英語）、Las aventuras de Cristóbal Colón（スペイン語）など。
イタリアでは1992年11月28日から1993年3月30日までCanale 5で放送された。日本では2002年11月28日から2003年3月30日までNHK-BS2で放送された。日本語でのアフレコや主題歌は新たに制作・録音された。単発のトトイから10年ぶり（連続では未来少年コナン以来23年半ぶり）にNHKで初回放送される事になった日本アニメーション作品でもある。2006年にはAT-Xで再放送された。

## あらすじ
時代は15世紀、場所はイタリアのジェノバ。船乗りになる夢を持っていた少年コロンブスは、ついに旅立つ。

## 登場人物
コロンブス
声 - 森川智之（少年時代）、島田敏（成年時代）
バルトロメオ
声 - 浦和めぐみ→森川智之
フェリパ
声 - 松井菜桜子
ベアトリス
声 - 水谷優子
マルチェーナ神父
声 - 村松康雄
フェルナンド王
声 - 菅原正志
イザベラ女王
声 - 山田栄子
ジョバンニ
声 - 飯塚昭三

## スタッフ
- 監督 - 黒川文男
- キャラクターデザイン・総作画監督 - 坂巻貞彦
- 美術設定 - 川本征平
- 美術監督 - 高野正道
- 音楽 - 亀山耕一郎
- プロデューサー - 松土隆二、余語昭夫

## 主題歌
オープニングテーマ「セイリング マイ ウエイ」
作詞・作曲・歌 - 永井龍雲 / 編曲 - 長谷川智樹
エンディングテーマ「君よ 強くなれ」
作詞・作曲・歌 - 永井龍雲 / 編曲 - 長谷川智樹

## 各話リスト
| 話 | サブタイトル             | 脚本     | 絵コンテ   | 演出       | 作画監督 |
| -- | ------------------------ | -------- | ---------- | ---------- | -------- |
| 1  | 船出                     | 藤本信行 | 黒川文男   | 黒川文男   | 小島正士 |
| 2  | 初めての航海             | 藤本信行 | 平川達也   | 平川達也   | 小島正士 |
| 3  | ジョヴァンニのナイフ     | 藤本信行 | 黒川文男   | 黒川文男   | 小島正士 |
| 4  | 大西洋へ                 | 藤本信行 | 平川達也   | 平川達也   | 小島正士 |
| 5  | リスボンへ               | 藤本信行 | 黒川文男   | 黒川文男   | 小島正士 |
| 6  | 知識の光                 | 藤本信行 | 平川達也   | 平川達也   | 小島正士 |
| 7  | 出逢い                   | 藤本信行 | 高須賀勝己 | 平川達也   | 小島正士 |
| 8  | 地の果てのナゾ           | 藤本信行 | 片渕須直   | 黒川文男   | 小島正士 |
| 9  | 膨らむ夢                 | 藤本信行 | 片渕須直   | 浅見隆司   | 北崎正浩 |
| 10 | ジェノヴァへの想い       | 藤本信行 | 岩本保雄   | 浅見隆司   | 小野隆哉 |
| 11 | ポルトサントへ           | 藤本信行 | 平川達也   | 平川達也   | -        |
| 12 | 国王の決断               | 藤本信行 | 北原健雄   | 斉藤次郎   | 小島正士 |
| 13 | 救いの手                 | 藤本信行 | 有原誠治   | 古川政美   | 我妻宏   |
| 14 | いくつかのチャンス       | 藤本信行 | 渡辺健一郎 | 斉藤次郎   | 小島正士 |
| 15 | ベアトリスとイザベラ女王 | 藤本信行 | 平川達也   | 平川達也   | -        |
| 16 | 失意                     | 藤本信行 | 石崎すすむ | 平川達也   | -        |
| 17 | 神の試練                 | 藤本信行 | 古川政美   | 古川政美   | 我妻宏   |
| 18 | ディエゴの祈り           | 藤本信行 | 有原誠治   | 平川達也   | -        |
| 19 | ピノスプエテンの奇跡     | 藤本信行 | 有原誠治   | 松尾衡     | -        |
| 20 | サンタフェの協約         | 藤本信行 | 池野文雄   | 松尾衡     | -        |
| 21 | ピンソン兄弟             | 藤本信行 | 桜井美知代 | 川端良広   | 長野伸明 |
| 22 | 出港                     | 藤本信行 | 片渕須直   | 斉藤次郎   | 小島正士 |
| 23 | 陸地発見                 | 藤本信行 | 片渕須直   | 平川達也   | -        |
| 24 | 黄金を求めて             | 藤本信行 | 生頼昭憲   | 生頼昭憲   | 山口聰   |
| 25 | 帰国                     | 中西隆三 | 石崎すすむ | 石崎すすむ | 沢村公司 |
| 26 | エピローグ               | 藤本信行 | 桜井美知代 | 黒川文男   | 小島正士 |